# هيلين سيمبسون (أكاديمية)
هيلين سيمبسون (بالإنجليزية: Helen Macdonald Simpson)‏ هي أكاديمية نيوزيلندية، ولدت في 1890 في ويلينغتون في نيوزيلندا، وتوفيت في 1960.